# Edwin Kozera
Edwin Kozera (ur. 6 lipca 1924 w Czarnkowie, zm. 12 sierpnia 2006 tamże) – polski lekkoatleta, długodystansowiec.

## Życiorys
Miał wykształcenie podstawowe, z zawodu był ogrodnikiem.
Rozpoczął karierę lekkoatletyczną w 1946, początkowo w klubie Kolejarz Czarnków.
Specjalizował się w biegu maratońskim. Był mistrzem Polski na tym dystansie w 1952, wicemistrzem w 1951 oraz brązowym medalistą w 1949 i 1950.

## Rekordy życiowe
Źródło:
| Konkurencja           | Data i miejsce           | Wynik       |
| --------------------- | ------------------------ | ----------- |
| bieg na 5000 metrów   | 1949                     | 16:56,7     |
| bieg na 10 000 metrów | 26 lipca 1953, Gdańsk    | 35:01,2     |
| bieg maratoński       | 30 września 1951, Elbląg | 2:49:00,0   |
| bieg godzinny         | 27 maja 1956, Rzeszów    | 15 674,33 m |
| chód na 10 kilometrów | 2 lipca 1954, Poznań     | 59:53,2     |